# Incaspis amaru
Incaspis amaru — вид змій родини полозових (Colubridae). Ендемік Еквадору.

## Поширення і екологія
Incaspis amaru мешкають у високогір'ях Анд на півдні Еквадору, в провінції Асуай. Вони живуть на високогірних луках парамо та у високогірних чагарникових заростях, на берегах гірських річок і струмків. Зустрічаються на висоті від 3150 до 4450 м над рівнем моря.